# Паккарітампу
Паккарітампу або Пакарік-Тамбо (Paccaritambu, Paqariq Tampu) — старовинне андське поселення неподалік оз.Тітікака, яке було пов'язано з міфом появи Інків. Назва перекладається як «Дім походження». На сьогодні не виявлено археологами, зникло в часи іспанського загарбання.

## Історія
За легендами Паккарітампу було місцем, звідси відправилися у похід до Куско брати — Айяр Манко (майбутній Манко Капак), Айяром Качі, Айяром Учу, Айяром Ауком — та сестри — Мама Окльо, Мама Гуако, Мама Рагуа, Мама Кора. Деякі вчені вважають, що місцина, де було це місто натепер затоплено водами озера Тітікака. Місце навколо Паккарітампу інки називали Місцем Вранішньої Зорі. Згідно з іншими відомостями Паккарітампу розташовувалися поблизу печери Тампутокко (або Тампу-Туку) на південь від Куско.
Про відвідання Паккарітампу згадується при описі походів Сапа Інки Пачакутека, який під час походи проти держави Колья дійшов до оз. Тітікака. В цей момент відвідав печеру братів айярів, вхід до якої він наказав згодом на вічну пам'ять прикрасити золотим обрамленням.
Починаючи з Пачакутека місце Паккарітампу стало перетворюватися на важливий релігійний центр, де мешкали переважно жерці та важливі імперські чиновники. За наказом Пачакутека тут з часом став розташовуватися один з основних «офісів» імператорських статистиків, архіваріусів та нотаріусів, яких в державі інків називали кіпукамайоками. Остання згадка про Паккарітампу приходиться на час урядування Крістобаля Вака де Кастро, віце-короля Перу.
На сьогодні немає жодних археологічних відомостей про наявність цього місця.